# Anton Ribas i Sala
Anton Ribas i Sala (l'Hospitalet de Llobregat, 1933 - l'Hospitalet de Llobregat, 2017) va ser un obrer metal·lúrgic, muntanyenc i activista polític independentista català. De ben jove va estudiar a l'Escola de Treball i va treballar com a modelista a la Farga de l'Hospitalet. Com a muntanyenc va ser actiu tota la vida en diverses activitats i membre de la delegació local de la Unió Excursionista de Catalunya (UEC), més tard Club Muntanyenc de l'Hospitalet. En l'àmbit polític va formar part, primer del Front Nacional de Catalunya (FNC), després de l'Exèrcit Popular Català (EPOCA) i finalment de Terra Lliure.
La Diada de l'11 de setembre de 1964 va participar en la commemoració del 250è aniversari de l’11 de setembre a Barcelona, en què va ser detingut junt amb altres manifestants per la policia. Va formar part del grup d’acció vinculats al Front Nacional de Catalunya (FNC), accions entre les quals va participar en el segrest el 7 de juliol de 1967 de la Mare de Déu de Núria, que havia de ser coronada pel règim franquista.
En el marc d'aquest activisme va participar en l'acció de l’11 de setembre de 1971 a l'Hotel Duval de l’Arc del Triomf de Barcelona, consistent a instal·lar arran del balcó un potent conjunt d’amplificador i altaveus amb la gravació d'Els segadors i un comunicat reivindicatiu del FNC. Al si del FNC, serà home de confiança del dirigent Jaume Martínez Vendrell i, com a bon coneixedor de la muntanya, s'ocuparà de l'equip de fronteres, passant revistes, butlletins, cartells i persones perseguides a través de la frontera. Aquests coneixements també els va posar al servei de l'EPOCA, formant a molts militants en l'ús dels passos de muntanya. Com deia un altre dirigent del FNC, en Jaume Cornudella, en Ton Ribas seria un dels "homes del silenci", pel seu coratge, generositat i discreció.
Va integrar-se a Terra Lliure a començament dels anys 80, després de la fusió de militants provinents d'EPOCA i del PSAN-Provisional. Anys després, el febrer de 1986, va ser detingut i se l’acusà de possessió d’armes i d’haver participat en accions armades contra la Guàrdia Civil i diversos jutjats durant la primera dècada dels anys vuitanta. Va ser condemnat sense reconèixer cap de les acusacions a 3 anys i 9 mesos i empresonat a les presons de Carabanchel i de Lleida. Des de la presó escrivia als seus molts amics del Club Muntanyenc de l'Hospitalet (que juntament amb veïns del barri i persones d'altres entitats van organitzar campanyes de solidaritat envers ell) "estimo la nostra terra i voldria que com totes fos lliure, i no em sento avergonyit de res; he guanyat el pa amb el treball i he tingut la sort d'ésser muntanyenc i això fa que em senti lliure, a pesar de les reixes". El 1988 va ser alliberat.
Com a muntanyenc, ja el 1954 era vocal de l'entitat (la UEC de l'Hospitalet) i des del 1956 era el representant de la Secció d'iniciació a la Muntanya. Durant tota la seva vida va estar fortament vinculat a l'entitat i també va participar, com a membre de la secció GEAM-Grup d'Alta Muntanya i Escalada, en travesses amb esquís, en espeleologia i en l'obertura i equipament d'alguna via d'escalada a Montserrat. De fet, arran de la seva detenció, els seus companys van obrir una via al pic Martell, al massís del Garraf, i la varen batejar via Ton Ribas. L'entitat s'havia desvinculat de la UEC i a partir d'un cert moment pren el nom actual de Club Muntanyenc l'Hospitalet. Ribas, al sortir de la presó, va continuar participant en les activitats del Club, com havia fet sempre.